# اینتی پرو
اینتی پرو (به انگلیسی: Peruvian inti) با کد ایزوی PEI، یکای پول رایج در کشور پرو است. مسئولیت کنترل این واحد پولی برعهدهٔ بانک مرکزی پرو قرار دارد.